# Cerezină

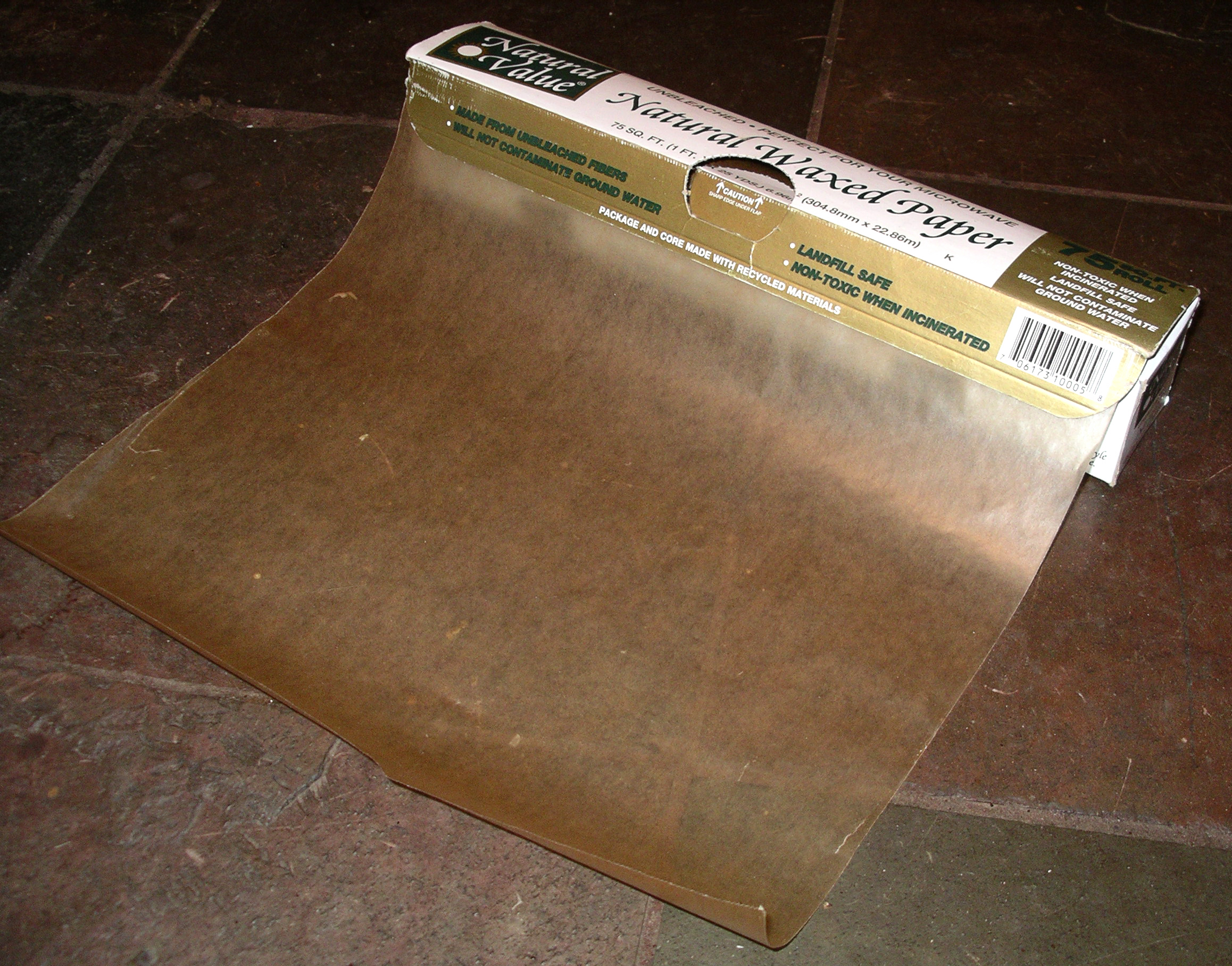
Hârtia cerată alimentară

Cerezina (ceara de cerezină, ozocherita purificată, ceara de pământ, ceara minerală, cerozina, cerina) este un material ceros obținut din ozocherită.

## Proprietăți
Cerezina este o substanță ceroasă albă sau galbenă; forma albă este inodoră, forma galbenă are un miros ușor; densitate 0.92-0.94, punct de topire 68-72 °C. Solubilă în alcool, benzen, cloroform, petrol, insolubilă în apă. E constituită din n-parafine superioare (C35—C50) și din hidrocarburi parafinice cu nuclee ciclice. Combustibilă.

## Obținere
Rafinarea ozocheritei prin tratare cu acid sulfuric concentrat și filtrare prin cărbune animal.

## Utilizare
Se întrebuințează la apretare, la fabricarea cerurilor, lumânărilor, sticlelor pentru acid fluorhidric, izolanților electrici, materialelor de lustruit încălțămintea și pielea, agenților de impregnare și de conservare, compușilor de lubrifiere, pastelor de lustruit parchetul, vopselelor antivegetative, hârtiei cerate, cosmeticelor, unguentelor, materialelor textile impermeabile etc.